# گردشگران (فیلم ۲۰۰۶)
گردشگران (به انگلیسی: Turistas) یا بهشت گمشده (به انگلیسی: Paradise Lost) فیلمی محصول سال ۲۰۰۶ و به کارگردانی جان استاکول است. در این فیلم بازیگرانی همچون جاش دوهامل، ملیسا جرج، اولیویا وایلد، دزموند ازکیو، بئو گرت، مکس براون، آگلس استیب و میگوئل لوناردی ایفای نقش کرده‌اند.